# Волим и ја неранџе... но трпим
Волим и ја неранџе... но трпим је југословенска телевизијска серија из 1992. године, коју су режирали Здравко Шотра и Слободан Шуљагић, док је сценарио написао Миодраг Караџић.

## Епизоде
| Сезона | Епизода | Назив | Датум             |
| ------ | ------- | ----- | ----------------- |
| 1      | 1       | /     | 27.децембра 1992. |
| 1      | 2       | /     | 3. јануара 1993.  |
| 1      | 3       | /     | 10. јануара 1993. |
| 1      | 4       | /     | 17. јануара 1993. |
| 1      | 5       | /     | 24. јануара 1993. |
| 1      | 6       | /     | 31. јануара 1993. |

## Улоге
| Глумац                 | Улога                         |
| ---------------------- | ----------------------------- |
| Петар Божовић          | Гаврилe (6 еп. 1992-1993)     |
| Бранимир Брстина       | Трипко (6 еп. 1992-1993)      |
| Дара Џокић             | Солумија (6 еп. 1992-1993)    |
| Боро Стјепановић       | Тодор (6 еп. 1992-1993)       |
| Драгомир Чумић         | Мирко (6 еп. 1992-1993)       |
| Јелица Сретеновић      | Митра (6 еп. 1992-1993)       |
| Горан Султановић       | Зарија (6 еп. 1992-1993)      |
| Стела Ћетковић         | Софија (6 еп. 1992-1993)      |
| Слободан Бода Нинковић | Јовиша (6 еп. 1992-1993)      |
| Власта Велисављевић    | Саветник (6 еп. 1992-1993)    |
| Иван Бекјарев          | Спаса (5 еп. 1993)            |
| Предраг Лаковић        | Ђед (5 еп. 1993)              |
| Предраг Панић          | Миливоје (5 еп. 1993)         |
| Милутин Мима Караџић   | Стојан (4 еп. 1992-1993)      |
| Ратко Танкосић         | Перо (4 еп. 1992-1993)        |
| Даринка Ђурашковић     | Петруша (3 еп. 1993)          |
| Мирољуб Димитријевић   | Шеф станице (2 еп. 1992-1993) |
| Боривоје Кандић        | Конобар (1 еп. 1993)          |
| Срђан Милетић          | Таксиста (1 еп. 1993)         |
| Видоје Вујовић         | Самуило (1 еп. 1993)          |

Комплетна ТВ екипа  ▼
| Редитељ                   | Здравко Шотра      | (6 еп. 1992—1993)                         |
| Редитељ                   | Слободан Шуљагић   | (6 еп. 1992—1993)                         |
| Сценариста                | Миодраг Караџић    | (6 еп. 1992—1993)                         |
| Композитор                | Душан Каруовић     | (6 еп. 1992—1993)                         |
| Директор фотографије      | Мариус Тоадер      | (6 еп. 1992—1993)                         |
| Монтажер                  | Петар Путниковић   | (6 еп. 1992—1993)                         |
| Сценограф                 | Властимир Гаврик   | (6 еп. 1992—1993)                         |
| Сценограф                 | Емир Гељо          | (6 еп. 1992—1993)                         |
| Уметнички директор        | Ана Цветковић      | (6 еп. 1992—1993)                         |
| Уметнички директор        | Стојадин Луковић   | (6 еп. 1992—1993)                         |
| Уметнички директор        | Братислава Смољан  | (6 еп. 1992—1993)                         |
| Костимограф               | Мира Чохаџић       | (6 еп. 1992—1993)                         |
| Одсек за шминку           | Видосава Биро      | шминкер (6 еп. 1992—1993)                 |
| Одсек за шминку           | Анђелка Јовановић  | шминкерка (6 еп. 1992—1993)               |
| Одсек за шминку           | Анита Рогановић    | шминкерка (6 еп. 1992—1993)               |
| Менаџер продукције        | Зоран Јанковић     | директор филма (6 еп. 1992—1993)          |
| Помоћник режије           | Милан Лукић        | први помоћник редитеља (6 еп. 1992—1993)  |
| Помоћник режије           | Мирјана Томић      | други помоћник редитеља (6 еп. 1992—1993) |
| Одсек за камеру и расвету | Светлана Ћировић   | сниматељ (6 еп. 1992—1993)                |
| Одсек за камеру и расвету | Драган Матијевић   | пратилац камере (6 еп. 1992—1993)         |
| Одсек за камеру и расвету | Андра Полети       | пратилац камере (6 еп. 1992—1993)         |
| Одсек за камеру и расвету | Павле Рашковић     | пратилац камере (6 еп. 1992—1993)         |
| Одсек за камеру и расвету | Миодраг Воркапић   | пратилац камере (6 еп. 1992—1993)         |
| Одсек за камеру и расвету | Бранислава Вујић   | сниматељ (6 еп. 1992—1993)                |
| Одсек за костим           | Милан Магдалениц   | гардеробер (6 еп. 1992—1993)              |
| Одсек за костим           | Милена Магдаленић  | гардеробер (6 еп. 1992—1993)              |
| Одсек за костим           | Невена Миловановић | асистент костимографа (6 еп. 1992—1993)   |
| Одсек за монтажу          | Дејан Козић        | графички дизајнер (6 еп. 1992—1993)       |
| Одсек за монтажу          | Бранко Салић       | видео миксер (6 еп. 1992—1993)            |
| Одсек за монтажу          | Горан Трифуновић   | видео миксер (6 еп. 1992—1993)            |
| Остала екипа              | Евгенија Ђокић     | секретар режије (6 еп. 1992—1993)         |